# International Encyclopedia of Unified Science
Die International Encyclopedia of Unified Science war eine von Otto Neurath, Rudolf Carnap und Charles W. Morris herausgegebene Buchserie.

## Entwurf
Die Erarbeitung einer „International Encyclopedia of Unified Science“ wurde 1936 auf dem ersten „Congress for the Unity of Science“ beschlossen. Der 1938 gestartete Versuch, eine „Einheitswissenschaft“ zu schaffen, knüpfte an frühere Bemühungen von Francis Bacon, Raimundus Lullus, Descartes und Leibniz an.

### Idee
In der Umsetzung zwar unvollendet, zeichnete sich der Entwurf der Enzyklopädie dadurch aus, dass sie Manifestation der einheitswissenschaftlichen Wissenschaft nach der Programmatik des Logischen Empirismus dienen sollte. Dieses Medium sammelt in geordneter Form die generierten Wissensbestände, pflegt und aktualisiert sie. Die Enzyklopädie ist demnach ein wachsendes Modell, das grundsätzlich so wenig abgeschlossen sein kann wie die Suche nach Erkenntnissen selbst.
Weil sie eine entscheidende Rolle im einheitswissenschaftlichen Erkenntnisprozess einnimmt, dient sie der intra- und interdisziplinären Verständigung der Wissenschaftler untereinander und ist somit Medium im Sinne einer Kommunikationsplattform.
Aufgrund ihrer alltagssprachlichen Basis ist die Enzyklopädie allgemeinverständlich, sodass sie zudem ein verbindendes Element zwischen Wissenschaft und Gesellschaft darstellt: Sie ist nämlich dem gesellschaftlichen Umfeld verfügbar, vermittelt demnach Erkenntnisse auch an die Gesellschaft und gilt deshalb als „aufklärerische Vision“.
Weil die Enzyklopädie zugleich die gesellschaftliche Teilhabe an empirischer Erfahrung ermöglicht, stiftet sie die für wissenschaftliche Erkenntnisprozesse wichtige intersubjektive Nachprüfbarkeit. Insofern gilt sie als Kontroll- und Erkenntnisinstrument. Sie erst schafft für alle Forscher die gleiche Erkenntnisfähigkeit und für die Gesellschaft den intellektuellen und empirischen Nachvollzug.

### Methode
Insofern die Verständigung innerhalb der Wissenschaft und zwischen der Wissenschaft und der Gesellschaft eine zentrale Rolle einnimmt, sind sprachliche Konventionen zur sprachlichen Standardisierung unabdingbar. Dementsprechend wird die Einheitswissenschaft weiterhin bestimmt durch eine allen gemeinsame Einheitssprache.
Die einerseits entstehende Einheitssprache rekrutiert sich aus der Alltagssprache, die freilich unpräzise, grob und vielfach metaphysisch ist. Sie soll logisch gereinigt und in ein annähernd klares, physikalistisches Begriffsystem überführt werden. Diese gereinigte Alltagssprache wird ergänzt durch ein hochwissenschaftliches Lexikon von Spezialterminologien, welches für die Verwendung innerhalb der Einzelwissenschaften konzipiert ist.
Andererseits bedient sich die Enzyklopädie methodisch der bildpädagogischen Methode (s. Wiener Methode der Bildstatistik oder Isotype).

### Didaktik
Ihr zwiebelartiger Aufbau ist jedoch durch die Didaktik bestimmt: Es gibt einen Kern aus zwei Bänden, der eine strukturelle Einführung in die Einheitswissenschaft liefert. Eine erste Schicht aus sechs Bänden informiert über methodologische Grundsätze der Einheitswissenschaft. Alle weiteren Schichten sind einzelwissenschaftlichen Erkenntnissen vorbehalten. Dabei wird unterschieden zwischen acht Bänden mit Erkenntnissen und Hypothesen und weiteren zehn Bänden mit entsprechenden technologischen Anwendungsfeldern. Weiterhin beinhaltet die Enzyklopädie ein dreisprachiges Wörterbuch der Einheitssprache, einen bibliografischen Überblick, einen Index sowie zehn bildpädagogische Supplementbände.

### Institutionelle Einbindung
Institutionell verantwortlich für die Entwicklung der Enzyklopädie zeichnet Neurath ab 1933 das Mundaneum Den Haag, das 1937 von dem eigens gegründeten International Institute for the Unity of Science abgelöst wurde.

## Umsetzung
Von Otto Neurath ursprünglich auf bis zu 26 Ausgaben und zusätzliche 10 Bildbände konzipiert, wurden nach Neuraths Tod 1945 die beiden wissenschaftstheoretischen Kernbände unter dem Titel „Foundations of the Unity of Science“ publiziert. Sie enthalten jeweils mehrere Monografien, Neurath selbst hat zwei Schriften dazu beigetragen.
Obgleich 1971 zwanzig Bände erstmals zusammenhängend erschienen, bleibt der einheitswissenschaftliche Enzyklopädismus Neuraths eine Projektidee und Utopie.

## Inhalt
Die Bandzahl bezieht sich auf Otto Neurath, Rudolf Carnap, Charles Morris (Hrsg.): International Encyclopedia of Unified Science. 2 Bände. University of Chicago Press, Chicago / Cambridge University Press, Cambridge 1938 ff.:
- Otto Neurath, Niels Bohr, John Dewey, Bertrand Russell, Rudolf Carnap, Charles W. Morris: „Encyclopedia and unified science.“  Vol. 1 No. 1
- Charles W. Morris: Foundations of the theory of signs. 1938, Vol. 1 No. 2
- Victor Lenzen: Procedures of empirical sciences. 1938, Vol. 1 No. 5
- Rudolf Carnap: Foundations of logic and mathematics. 1939, Vol. 1 No. 3
- Leonard Bloomfield: Linguistic aspects of science. 1939, Vol. 1 No. 4
- Ernest Nagel: Principles of the theory of probability. 1939, Vol. 1 No. 6
- John Dewey: Theory of valuation. 1939, Vol. 2 No. 4
- Giorgio De Santillana, Egdard Zilsel: The development of rationalism and empiricism. 1941, Vol. 2 No. 8
- Otto Neurath: Foundations of social sciences. 1944, Vol. 2 No. 1
- Joseph Henry Woodger: The technique of theory construction. 1949, Vol. 2 No. 5
- Philipp Frank: Foundations of physics. 1946, Vol. 1 No. 7
- Erwin Frinlay-Freundlich: Cosmology. 1951, Vol. 1 No. 8
- Jørgen Jørgensen: The development of logical empiricism. 1951, Vol. 2 No. 9
- Egon Brunswik: The conceptual framework of psychology, 1952, Vol. 1 No. 10
- Carl Hempel: Fundamentals of concept formation in empirical science. 1952, Vol. 2 No. 7
- Felix Mainx: Foundations of biology. 1955, Vol. 1 No. 9
- Abraham Edel: Science and the structure of ethics. 1961, Vol. 2 No. 3
- Thomas Samuel Kuhn: The structure of scientific revolutions. 1962, Vol. 2 No. 2
- Gherard Tintner: Methodology of mathematical economics and econometrics. 1968, Vol. 2 No. 6
- Herbert Feigl, Charles W. Morris: Bibliography and index. 1969, Vol. 2 No. 10